# 日
日 (soleil, jour) est un caractère chinois (ou sinogramme) composé de 4 traits, c'est une clé de base.

## Origines
L'évolution la plus probable qui a permis de passer des premières représentations réalistes au sinogramme 日 est décrite dans l'image ci-dessous.

Forme de bronze.

Forme du sceau.

Les premières représentations, datées entre - 1122 et - 221 ressemblaient beaucoup au caractère utilisé dans les civilisations occidentales pour symboliser le soleil.
Les évolutions et standardisation des formes successives ont amené le cercle extérieur à devenir de plus en plus rectangulaire et le cercle intérieur à s'allonger prenant ainsi la forme dite du sceau (篆文, zhuànwén) entre - 221 et 200.

## Utilisation en chinois
Ce caractère chinois est translittéré, pour le mandarin standard, en hanyu pinyin par rì (ʐ̩˥˩) et signifie « soleil » ou « jour ».
Il entre dans la composition de nombreux mots dont le Japon : 日本 « soleil levant » (pinyin : rìbĕn (API : ʐ̩˥˩ pən˨˩˦, prononcez « jjje paine ») en chinois mandarin standard, et nihon (API : nʲi˨.ho̞ɴ˦˨.◌˨, prononcez ni-hône (avec un h aspiré et avec la partie ho plus aiguë que le reste du mot) et parfois nippon, ni-ppône) en japonais) ou la vie (en association avec le symbole de la lune).
Ordre du tracé :

## Utilisation en japonais
日 fait partie des kyōiku kanji et il est étudié en 1re année.
Il se lit ニチ (nichi) ou ジツ (jitsu) en lecture on et ひ (hi), か (ka) ou び (bi) en lecture kun.
Il s'emploie également pour écrire certains prénoms, par exemple 日歩 (Kaho).

### Exemples
- 日本 (nihon) : le Japon
- 明日 (ashita) : demain
- 土曜日 (doyoobi) : samedi
- 日曜日 (nichiyoobi) : dimanche

### Liens
- Jours de la semaine en japonais
- (en) « Caractère rì sur Chinese etymology »(Archive.org • Wikiwix • Archive.is • Google • Que faire ?).